# Kasteel van Saché
Het Kasteel van Saché (Frans: Château de Saché) is gesitueerd in de gemeente Saché, in het Franse departement Indre-et-Loire (regio Centre-Val de Loire). Het ligt in de Loire-streek bij de rivier de Loire in het midden van Frankrijk. Het is een van de kastelen van de Loire.

## Honoré de Balzac in Saché

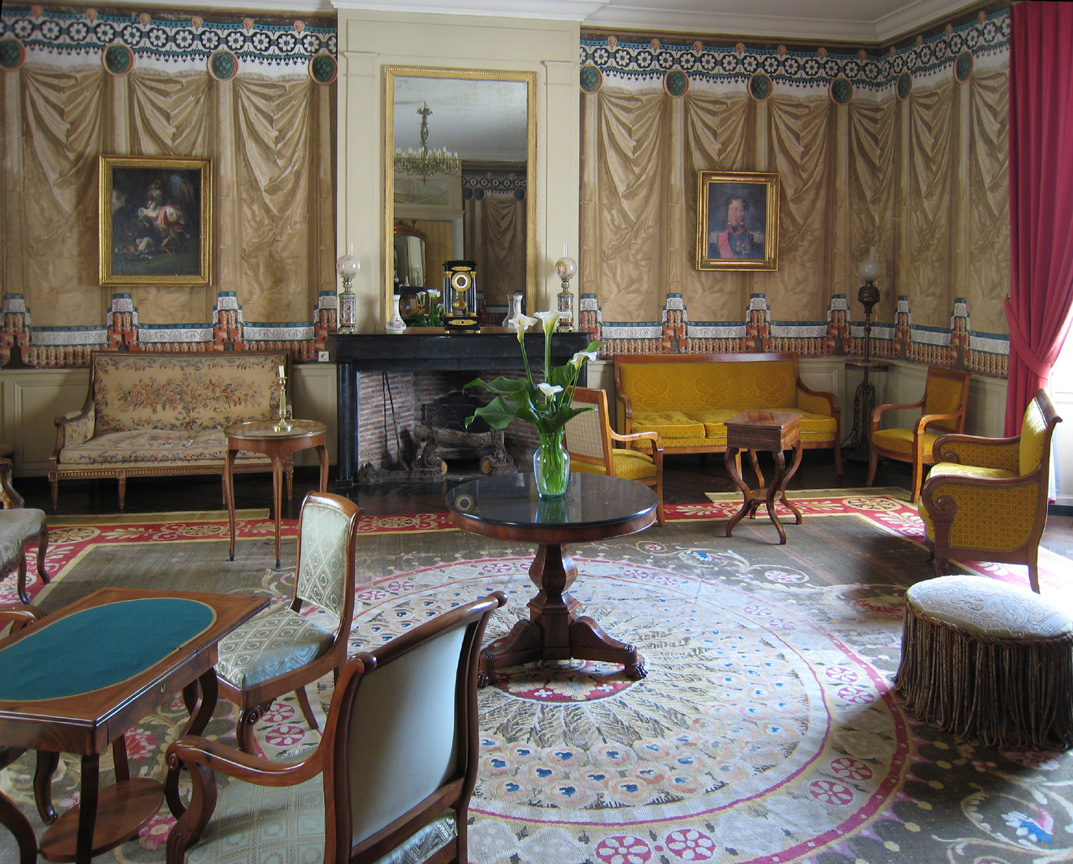
Groot salon

Het kasteel herbergt sinds 1951 het museum van Balzac. Het is geopend voor het publiek.
Balzac logeert in Saché gedurende meerdere maanden van 1830 tot 1837.